# SEAT Mii
Seat Mii je miniautomobil vyráběný automobilkou SEAT mezi roky 2011 a 2021. Karosářsky je to malý třídveřový nebo pětidveřový hatchback. Jedná se o sesterský model Volkswagenu up! a Škody Citigo, se kterými se liší prakticky pouze přední maskou a dalšími drobnými detaily. Koncern těmito novými modely zavedl skupinu zvanou New Small Family. Všechny tři modely byly vyráběny na Slovensku v Bratislavě v továrně Volkswagen Slovakia.

## Motory
| Verze                                 | 1.0 MPI                                   | 1.0 MPI                                   |
| ------------------------------------- | ----------------------------------------- | ----------------------------------------- |
| Typ motoru                            | Zážehový motor s vícebodovým vstřikováním | Zážehový motor s vícebodovým vstřikováním |
| Počet válců/ventilů                   | 3/12                                      | 3/12                                      |
| Objem, cm³                            | 999                                       | 999                                       |
| Max. výkon, kW (PS) při 1/min         | 44 (60)/5000                              | 55 (75)/6200                              |
| Max. točivý moment, Nm při 1/min      | 95/3000-4300                              | 95/3000-4300                              |
| Převodovka                            | pětistupňová manuální                     | pětistupňová manuální                     |
| Max. rychlost, km/h                   | 160                                       | 171                                       |
| Akcelerace z 0–100 km/h, s            | 14,4                                      | 13,2                                      |
| Kombinovaná spotřeba paliva, l/100 km | 4,5                                       | 4,7                                       |
| Kombinované CO2-emise, g/km           | 105                                       | 108                                       |
| Emisní norma podle klasifikace EU     | Euro 5                                    | Euro 5                                    |